# Pico Larssen
El Pico Larssen (en inglés: Larssen Peak) es un pico de 1500 m s. n. m. ubicado entre el pico Los Tres Hermanos y Marikoppa en la cordillera de San Telmo de Georgia del Sur, un territorio ubicado en el océano Atlántico Sur, cuya soberanía está en disputa entre el Reino Unido el cual las administra como «Territorio Británico de Ultramar de las islas Georgias del Sur y Sandwich del Sur», y la República Argentina que las integra al Departamento Islas del Atlántico Sur, dentro de la Provincia de Tierra del Fuego, Antártida e Islas del Atlántico Sur. Fue examinado por la South Georgia Survey en el período 1951-1957, y nombrado por el Comité Antártico de Lugares Geográficos del Reino Unido por Harald Larssen, gerente de la estación de la Compañía Argentina de Pesca, en Grytviken, entre 1951 y 1954.